# شريف إسماعيل
شريف إسماعيل (6 يوليو 1955 - 4 فبراير 2023) هو رئيس مجلس الوزراء المصري الأسبق خلال الفترة من 2015 حتى 2018. كلفه الرئيس عبد الفتاح السيسي بتشكيل الوزارة في 12 سبتمبر 2015. شغل قبل تشكيله الوزارة منصب وزير البترول والثروة المعدنية ضمن وزارة حازم الببلاوي، واستمر وزيرًا للبترول ضمن وزارات إبراهيم محلب الأولى والثانية. تقدم باستقالته في 5 يونيو 2018 بعد انتهاء الانتخابات الرئاسية، وتأدية الرئيس عبد الفتاح السيسي اليمين الدستورية لفترته الرئاسية الثانية في 2 يونيو 2018. توفي في 4 فبراير 2023 بعد صراع مع المرض.

## حياته المهنية
- تخرج عام 1978 في كلية الهندسة قسم الميكانيكا جامعة عين شمس.
- عمل لدى تخرجه كمهندس في البحث والاستكشاف بشركة موبيل حتى عام 1979.
- بدأ العمل كمهندس بشركة إنبي منذ عام 1979 حتى عام 2000، حتى وصل إلى منصب مدير عام الشؤون الفنية وعضو مجلس الإدارة.
- وكيل وزارة البترول لمتابعة شؤون وعمليات البترول والغاز منذ عام 2000 حتى 2005.
- رئيس مجلس إدارة شركة إيجاس منذ عام 2005 حتى 2007.
- رئيس مجلس إدارة شركة جنوب الوادي القابضة للبترول منذ عام 2007 حتى 2013.
- وزير البترول منذ 16 يوليو 2013 حتى 12 سبتمبر 2015.
- رئيس مجلس الوزراء المصري منذ 12 سبتمبر 2015 حتى 5 يونيو 2018.[9]
- مساعد رئيس الجمهورية للمشروعات القومية منذ 14 يونيو 2018.[10]

## فترة مرضه
خلال توليه وزارة البترول سافر إلى الخارج في 25 يونيو 2015 لتلقي العلاج، وأصدر رئيس مجلس الوزراء وقتها إبراهيم محلب قراراً بأن يقوم وزير النقل، المهندس هاني ضاحي بإضافة أعمال المهندس شريف إسماعيل إلى عمله خلال مدة سفره ولحين عودته، وعاد إسماعيل لمهام عمله كوزير بترول في 8 يوليو 2015.
بعد تداول بعض المواقع الإخبارية ووسائل الإعلام أخبار بشأن مرضه في أكتوبر 2017، أصدر مركز المعلومات ودعم اتخاذ القرار في مجلس الوزراء بيانًا في 15 أكتوبر 2017 نفى فيه تلك الأنباء، وأكد أنه يمارس عمله بكامل طاقته، وبشكل طبيعي كالمعتاد. إلا أنه في 22 نوفمبر 2017، أعلن مجلس الوزراء في بيان صحفي توجهه إلى ألمانيا للعلاج وإجراء عملية جراحية، على أن تكون فترة العلاج في حدود ثلاثة أسابيع. وأصدر الرئيس عبد الفتاح السيسي قرارًا في 23 نوفمبر 2017 بتولي المهندس مصطفى مدبولي، وزير الإسكان، مهام القائم بأعمال رئيس مجلس الوزراء لحين عودته من رحلة علاجه. وعاد إلى مصر بعد إتمام رحلة علاجه في 21 ديسمبر 2017. واستلم مهام عمله في يناير 2018.